# Marina Carobbio Guscetti
Marina Carobbio Guscetti (Bellinzona, 12 giugno 1966) è una politica svizzera. Dal 2008 è stata vicepresidente del Partito Socialista Svizzero e dal 26 ottobre 2018 ha ricoperto per un anno la carica di Presidente del Consiglio nazionale. Dal 14 novembre, dopo aver vinto il ballottaggio insieme a Marco Chiesa, è diventata la prima donna e la prima esponente ticinese del Partito Socialista a ottenere un seggio al Consiglio degli Stati. 

## Biografia
Dopo gli studi in medicina all'Università di Basilea (laurea nel 1991), si specializza in cure palliative. Dal 2007 siede inoltre in Consiglio Nazionale, dove è membro della commissione delle finanze, della commissione della sicurezza sociale e della sanità, nonché della delegazione delle finanze. A dicembre 2016 è stata scelta per coprire il ruolo di presidenza del Consiglio Nazionale per il 2019.
Nel novembre 2019 ha preso parte alle elezioni per il Consiglio degli Stati, in cui è riuscita a ottenere un risultato storico per l'area rosso-verde locale ottenendo un posto al ballottaggio insieme all'ecologista Greta Gysin. Una volta al ballottaggio, è stata eletta insieme a Marco Chiesa dell'Unione Democratica di Centro, diventando la prima donna ticinese e anche la prima socialista ticinese a ricoprire la carica. Con questo risultato contribuì all'inattesa esclusione dagli Stati del Partito Popolare Democratico e del PLR.I Liberali Radicali, esponenti della politica centrista a livello ticinese. Gli sconfitti al ballottaggio furono Giovanni Merlini e Filippo Lombardi, rispettivamente candidati dal PPD e dal PLR.
Prima di venir eletta nel Consiglio Nazionale era attiva nel Gran Consiglio ticinese dal 1991 al 2007. Ricopre inoltre la presidenza della coordinazione nazionale delle dipendenze ed è vicepresidente dell'iniziativa per le Alpi e dell'Associazione Svizzera Inquilini. 
Di professione medico, Carobbio abita a Lumino con il marito e i due figli.